# Ko Yo-han
Ko Yo-han ((고요한?, 高요한?); Masan, 10 marzo 1988) è un calciatore sudcoreano, centrocampista del Seul e della nazionale sudcoreana.

## Statistiche

### Cronologia presenze e reti in nazionale
| Cronologia completa delle presenze e delle reti in nazionale ― Corea del Sud | Cronologia completa delle presenze e delle reti in nazionale ― Corea del Sud | Cronologia completa delle presenze e delle reti in nazionale ― Corea del Sud | Cronologia completa delle presenze e delle reti in nazionale ― Corea del Sud | Cronologia completa delle presenze e delle reti in nazionale ― Corea del Sud | Cronologia completa delle presenze e delle reti in nazionale ― Corea del Sud | Cronologia completa delle presenze e delle reti in nazionale ― Corea del Sud | Cronologia completa delle presenze e delle reti in nazionale ― Corea del Sud |
| Data                                                                         | Città                                                                        | In casa                                                                      | Risultato                                                                    | Ospiti                                                                       | Competizione                                                                 | Reti                                                                         | Note                                                                         |
| ---------------------------------------------------------------------------- | ---------------------------------------------------------------------------- | ---------------------------------------------------------------------------- | ---------------------------------------------------------------------------- | ---------------------------------------------------------------------------- | ---------------------------------------------------------------------------- | ---------------------------------------------------------------------------- | ---------------------------------------------------------------------------- |
| 14-10-2009                                                                   | Seul                                                                         | Corea del Sud                                                                | 2 – 0                                                                        | Senegal                                                                      | Amichevole                                                                   | -                                                                            | 82’                                                                          |
| 15-8-2012                                                                    | Fuzhou                                                                       | Corea del Sud                                                                | 2 – 1                                                                        | Zambia                                                                       | Amichevole                                                                   | -                                                                            | 46’                                                                          |
| 11-9-2012                                                                    | Tashkent                                                                     | Uzbekistan                                                                   | 2 – 2                                                                        | Corea del Sud                                                                | Qual. Mondiali 2014                                                          | -                                                                            |                                                                              |
| 20-7-2013                                                                    | Seul                                                                         | Corea del Sud                                                                | 0 – 0                                                                        | Australia                                                                    | Coppa dell'Asia orientale 2013                                               | -                                                                            | 71’                                                                          |
| 28-7-2013                                                                    | Seul                                                                         | Corea del Sud                                                                | 1 – 2                                                                        | Giappone                                                                     | Coppa dell'Asia orientale 2013                                               | -                                                                            | 62’ 88’                                                                      |
| 6-9-2013                                                                     | Incheon                                                                      | Corea del Sud                                                                | 4 – 1                                                                        | Haiti                                                                        | Amichevole                                                                   | -                                                                            | 46’                                                                          |
| 12-10-2013                                                                   | Seul                                                                         | Corea del Sud                                                                | 0 – 2                                                                        | Brasile                                                                      | Amichevole                                                                   | -                                                                            | 78’                                                                          |
| 15-10-2013                                                                   | Cheonan                                                                      | Corea del Sud                                                                | 3 – 1                                                                        | Mali                                                                         | Amichevole                                                                   | -                                                                            | 71’                                                                          |
| 26-1-2014                                                                    | Los Angeles                                                                  | Corea del Sud                                                                | 0 – 1                                                                        | Costa Rica                                                                   | Amichevole                                                                   | -                                                                            | 65’                                                                          |
| 29-1-2014                                                                    | San Antonio                                                                  | Messico                                                                      | 4 – 0                                                                        | Corea del Sud                                                                | Amichevole                                                                   | -                                                                            | 60’                                                                          |
| 1-2-2014                                                                     | Carson                                                                       | Stati Uniti                                                                  | 2 – 0                                                                        | Corea del Sud                                                                | Qual. Mondiali 2018                                                          | -                                                                            |                                                                              |
| 5-9-2017                                                                     | Tashkent                                                                     | Uzbekistan                                                                   | 0 – 0                                                                        | Corea del Sud                                                                | Qual. Mondiali 2018                                                          | -                                                                            |                                                                              |
| 10-11-2017                                                                   | Suwon                                                                        | Corea del Sud                                                                | 2 – 1                                                                        | Colombia                                                                     | Amichevole                                                                   | -                                                                            | 32’ 82’                                                                      |
| 9-12-2017                                                                    | Tokyo                                                                        | Corea del Sud                                                                | 2 – 2                                                                        | Cina                                                                         | Coppa dell'Asia orientale 2017                                               | -                                                                            | 59’                                                                          |
| 12-12-2017                                                                   | Tokyo                                                                        | Corea del Nord                                                               | 0 – 1                                                                        | Corea del Sud                                                                | Coppa dell'Asia orientale 2017                                               | -                                                                            |                                                                              |
| 16-12-2017                                                                   | Chōfu                                                                        | Giappone                                                                     | 1 – 4                                                                        | Corea del Sud                                                                | Coppa dell'Asia orientale 2017                                               | -                                                                            | 5’                                                                           |
| 27-1-2018                                                                    | Aksu                                                                         | Corea del Sud                                                                | 1 – 0                                                                        | Moldavia                                                                     | Amichevole                                                                   | -                                                                            | 46’                                                                          |
| 3-2-2018                                                                     | Aksu                                                                         | Corea del Sud                                                                | 1 – 0                                                                        | Lettonia                                                                     | Amichevole                                                                   | -                                                                            | 89’                                                                          |
| 28-5-2018                                                                    | Taegu                                                                        | Corea del Sud                                                                | 2 – 0                                                                        | Honduras                                                                     | Amichevole                                                                   | -                                                                            | 77’                                                                          |
| 11-6-2018                                                                    | Grödig                                                                       | Senegal                                                                      | 2 – 0                                                                        | Corea del Sud                                                                | Amichevole                                                                   | -                                                                            | 37’                                                                          |
| 27-6-2018                                                                    | Kazan'                                                                       | Corea del Sud                                                                | 2 – 0                                                                        | Germania                                                                     | Mondiali 2018 - 1º turno                                                     | -                                                                            | 79’                                                                          |
| Totale                                                                       |                                                                              | Presenze                                                                     | 21                                                                           |                                                                              | Reti                                                                         | 0                                                                            |                                                                              |